# A Foreign Spy
Pour plus de détails, voir Fiche technique et Distribution.
A Foreign Spy est un film muet américain réalisé par Wallace Reid et sorti en 1913.

## Fiche technique
- Titre : A Foreign Spy
- Réalisation : Wallace Reid
- Scénario : Hal Reid
- Photographie :
- Montage :
- Producteur :
- Société de production : American Film Manufacturing Company
- Société de distribution : Mutual Film
- Pays d'origine :  États-Unis
- Langue : film muet avec les intertitres en anglais
- Format : Noir et blanc — 35 mm — 1,33:1 — Muet
- Genre : Film dramatique
- Durée : 10 minutes
- Dates de sortie : 
  - États-Unis : 10 juillet 1913

## Distribution
- Wallace Reid :
- Vivian Rich :
- Frank Borzage :
- Jean Durrell :
- George Field :
- George Periolat :
- Josephine Ditt (Mrs. Tom Ricketts)
- Chester Withey :